# Leonti Vassilievitch Kotchoubeï
Pour les autres membres de la famille, voir Famille Kotchoubeï.
Leonti Vassilievitch Kotchoubeï (en alphabet cyrillique : Леонтий Васильевич Кочубей), né le 31 mai 1871 à Moscou et mort le 2 février 1938 à Oberottmarshausen, est un homme politique russe, membre de la 3e Douma de la province de Tchernigov.

## Famille
Fils du secrétaire collégial (10e rang à la Table des rangs) Vassili Vassilievitch Kotchoubeï (1829-1878) et de sa seconde épouse morganatique Maria Ivanovna Dragneva (1848-?).

## Biographie

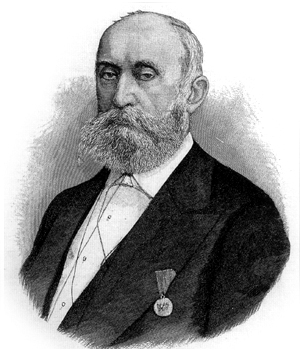
Grigori Palovitch Galaganov, fondateur du Collège Pavel Galaganov.

Leonti Vassilievitch Kotchoubeï avait pour ascendant Küçük, un bey tartare de Crimée. 
Né dans une famille noble ukrainienne, propriétaire d'un grand domaine du raïon de Konotop situé dans la province de Tchernigov ; ce domaine avait une superficie de 1900 hectares. En 1878, son père meurt le faisant héritier du domaine familial alors qu'il n'est âgé que de sept ans.
Leonti Vassilievitch étudia au Collège Pavel Galaganov (cet établissement ouvrit ses portes en 1871, son fondateur fut Grigori Pavlovitch Galaganov (1819-1888), l'époux de  Iekaterina Vassilievna Kotchoubeï, tante du jeune Leonti. Cette école secondaire fut fondée en mémoire de leur fils Pavel Grigorievitch Galaganov décédé en 1869). Quelques années plus tard, il fréquenta la faculté de Droit de l'Université de Saint-Petersbourg.
De retour dans le domaine familial du raïon de Konotop, il travailla dans le milieu agricole et prit part à des activités sociales.
Pendant trois ans, il siégea comme membre de l'assemblée provinciale zemstvo de Tchernigov. Il adhéra au parti politique Union du 17 octobre (en alphabet cyrillique : Союз 17 окtября - Soïouz 17 Oktiabr).

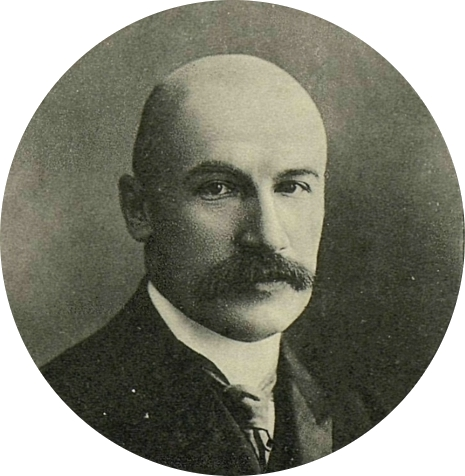
Leonti Vassilievitch Kotchoubeï, membre de la Douma d'État de la province de Tchernigov (1910).

Ce fut en qualité de commissaire d'un détachement aristocratique de la Croix Rouge qu'il prit part au conflit russo-japonais. Pendant la Première Guerre mondiale il fut commissaire en chef à la Croix Rouge.
Le 14 octobre 1907, Leonti Vassilievitch Kotchoubeï fut élu membre de la 3e Douma. Rapporteur de la commission relative aux propositions législatives.

### Exil
Après la Révolution russe, il s'exila en Serbie, puis s'installa en Bavière avec sa sœur Varvara Vassilievna Kotchoubeï.

## Décès
Leonti Vassilievitch Kotchoubeï décéda le 2 février 1938 à Oberottmarshausen, une petite commune bavaroise située près de la ville d'Augsbourg.